# Gaj (Vrbovec)
Gaj je selo koje se nalazi zapadno od Vrbovca. Prema popisu iz 2001. godine ima 418 stanovnika. 

## Povijest
Negdje oko 1620. g. Matija Kutinšćak doveo je iz Slavonije doseljenike na "pustu goru Lipi Gaj". Doseljenici su krčili šumu, napravili kuće, pa im je dano 10 godina oprosta od svih davanja. Poslije toga vremena davali su vlastelinu godišnje 2 dukata, 1 kabal pšenice, 1 kabal zobi, 1 svinjče, a u ratu su morali sudjelovati u vlastelinskoj banderiji. 
1708. g. stanovnici sela postaju slobodnjaci, te služe pod oružjem. Godine 1880. blizu Gaja nalazi se marof Arminovac.
10. rujna 1976., zbio se sudar zrakoplova iznad Zagreba. British Airways let 476, jedan od letova u sudaru, pao je blizu naselja.

## Stanovništvo
| broj stanovnika | 194   | 212   | 212   | 279   | 398   | 476   | 486   | 543   | 566   | 580   | 555   | 478   | 464   | 442   | 418   | 381   | 326   |
|                 | 1857. | 1869. | 1880. | 1890. | 1900. | 1910. | 1921. | 1931. | 1948. | 1953. | 1961. | 1971. | 1981. | 1991. | 2001. | 2011. | 2021. |

## Ostalo
U Gaju je rođen i živio do svoje smrti poznati "narodni tribun" HSS-a Josip Pankretić. U Gaju je rođen i njegov sin, Božidar Pankretić, ministar poljoprivrede u dva mandata.